# Giacinto Salvi
Giacinto Salvi (Voghera, 27 aprile 1808 – Genova, 17 aprile 1877) è stato un politico italiano.

## Biografia
Laureatosi sia in Giurisprudenza, sia in Medicina, fu avvocato e medico chirurgo. Venne eletto Deputato del Regno di Sardegna per tre legislature, eletto nei collegi di Varzi e Voghera.